# مثلث لاهه

نقشه اروپا توسط Nicolaum Visscher

مثلث لاهه اتحاد سه‌گانه‌ای بود که در سال ۱۶۶۸ بین انگلستان، سوئد و جمهوری هلند با هدف پشتیبانی از اسپانیا علیه فرانسه ایجاد شد.
مثلث لاهه هرگز وارد جنگ نشد زیرا نفس خود این اتحاد کافی بود تا لوئی چهاردهم را مجبور به توقف و دست برداشتن از سیاست‌های جاه‌طلبانه‌اش بکند. لوئی با امضای صلح آکس لاشاپل با اسپانیا بیشتر متصرفات خود از جمله هلند اسپانیا (بلژیک امروزی) را به اسپانیا پس داد. با این همه لوئی بعدها در جنگ فرانسه و هلند به دنبال تصرف این اراضی درآمد.